# 포켓몬 홈
《포켓몬 홈》은 ILCA가 개발하고 포켓몬 컴퍼니가 배급한 무료 모바일 애플리케이션 및 닌텐도 스위치용 비디오 게임이다. 2020년 2월 12일 닌텐도 스위치와 안드로이드 및 iOS 운영 체제 대응으로 출시됐다.
《포켓몬스터》 비디오 게임들을 위한 클라우드 저장소를 제공하는 것이 주목적으로, 게임 간에 포켓몬 전송이나 타 플레이어와의 교환 같은 기능을 수행할 수 있다.

## 개요
《포켓몬 홈》은 크게 닌텐도 스위치 버전과 모바일 버전, 두 종류으로 나뉜다. 두 버전 모두 닌텐도 어카운트로 연동하며, 무료로 이용할 수 있는 '프리 플랜'과 기간제로 과금하고 추가 기능을 사용할 수 있는 '프리미엄 플랜' 두 가지 중 하나를 택한다.

### 닌텐도 스위치 전용 기능
2022년 5월 업데이트에서 《포켓몬스터 브릴리언트 다이아몬드·샤이닝 펄》과 《Pokémon LEGENDS 아르세우스》과의 연동 지원을 추가했다.

## 참조

### 내용주
1. ↑  영어: Pokémon HOME